# Universidade de Zayed
A Universidade de Zayed (no original: جامعة زايد) é uma das três instituições de ensino superior patrocinadas pelo governo nos Emirados Árabes Unidos. Atingir a acreditação pela Comissão dos Meios do Estado sobre Educação Superior dos EUA, tornou-se a primeira universidade federal nos Emirados Árabes Unidos a ser credenciada internacionalmente. O nome da universidade é em homenagem a Zayed bin Sultan al Nahayan, o primeiro presidente do país. A Universidade possui seis faculdades: Faculdade de Artes e Ciências, Faculdade de Ciências Empresariais, Faculdade de Ciências da Comunicação e da Comunicação, Faculdade de Educação, Colégio de Tecnologia da Informação e Universidade do Colégio.

## História
A Universidade de Zayed foi criada em 1998 pelo governo federal da nação. Até 2008, a universidade aceita apenas as mulheres nascidas nos Emirados Árabes Unidos, mas após a abertura do campus de Sweihan, uma colaboração entre a Universidade de Zayed e as Forças Armadas dos Emirados Árabes Unidos, foram admitidos aproximadamente 200 estudantes do sexo masculino.
Atualmente, a universidade está envolvida em relações de cooperação com várias instituições em todo o mundo, tais como: Instituto Al-Maktoum para Estudos Árabes e Islâmicos, na Escócia; Universidade Nacional da Austrália; Escola de Gestão Empresarial e Organização da Fundação Antonio Genovesi Salerno, na Itália; a Universidade Complutense de Madrid, na Espanha e universidade japonesa de Waseda.
Em novembro de 2014, a Universidade de Zayed ficou em 23º lugar entre 25 no Ranking QS World University. Não configurou em nenhum ranking mundial.

## Credenciação
Em 2008, a Universidade de Zayed anunciou que recebeu credenciamento da Comissão de Ensino Superior da Associação dos Colégios e Escolas dos Estados do Médio. A Universidade de Zayed anunciou que recebeu re-credenciamento em 2013. A Universidade é uma das dezesseis instituições ultramarinas credenciadas pela MSCHE e uma das únicas quatro no Oriente Médio.
No verão de 2012, os programas dentro da Faculdade de Inovação Tecnológica obtiveram credenciamento através do Conselho de Credenciamento de Engenharia e Tecnologia (ABET). Em junho de 2013, os programas da sua Faculdade de Negócios obtiveram credenciamento através da Associação para o Avanço da Escola Superior de Comércio Internacional (AACSB).
Através da Comissão de Melhoria Contínua do Conselho de Credenciação de Educadores (CAEP), a Faculdade de Educação recebeu credenciação pelo Conselho Nacional de Credenciação da Formação de Professores em 2013. O Colégio de Educação da Universidade de Zayed é o primeiro, fora dos EUA, a ser credenciada internacionalmente.
Os programas do seu Colégio de Ciências da Comunicação e das Mídias obtiveram credenciação através do Conselho de Credenciamento em Educação em Jornalismo e Comunicações de Massa (ACEJMC) em maio de 2015. Os programas dentro de sua faculdade de artes e empresas criativas foram reconhecidos como substancialmente equivalentes através da NASAD em julho de 2015.

## Modelo de programa acadêmico baseado em resultados
A Universidade de Zayed adotou um modelo de programa acadêmico baseado em resultados. Os programas são baseados em resultados e projetados com referência aos resultados de aprendizagem da universidade. Estes foram concebidos por consultores contratados dos EUA como forma de desenvolver os resultados necessários para preparar estudantes para o mundo.
Os principais programas são os seis colégios baseados em resultados acadêmicos. Por sua vez, os melhores resultados são baseados nos resultados de aprendizagem da Universidade de Zayed; Eles são específicos da disciplina, mas baseados em resultados específicos.

## Campus
O campus da universidade em Abu Dhabi mudou-se para um novo localizado na cidade de Khalifa em 2011. Por sua vez, o campus de Dubai mudou-se para a atual localização de Al Ruwayyah, perto de Academic City, em 2006.
O campus original estava perto do extremo norte da península de Abu Dhabi, na rua Delma. Os planos para futuros campi em outros Emirados estão em desenvolvimento desde o início dos anos 2000. A terra foi alocada no emirado de Ras al-Khaimah para a construção de um novo campus em 2001, mas a construção foi adiada devido a uma queda no interesse do empreendimento.

## Controvérsias

### Problemas de gestão
Em dezembro de 2010, o Conselho Nacional Federal consultou a competência da alta administração da universidade. De acordo com The National, a Universidade de Zayed reportou que deve mais de 33 milhões em contas de água e eletricidade não pagas. Ainda segundo o jornal, três pessoas ocuparam o cargo de prefeito entre abril e junho de 2011, com um total de sete provos entre 1998 e 2011, considerável confuso pela reportagem.
Em 2012, a eficácia do seu programa de formação de professores foi questionada. De acordo com o The National, nenhum dos 110 professores que produziu entre 2010 e 2012 foi empregado pelo Conselho de Educação de Abu Dhabi (ADEC); o conselho supostamente afirmou que a universidade produziu graduados preguiçosos e mal treinados. No início de 2013, o presidente fundador da Universidade Zayed, Nahyan bin Mubarak Al Nahyan, foi demitido como Ministro da Educação Superior e Pesquisa Científica dos Emirados Árabes Unidos. Ele foi surpreendentemente movido para o Ministério da Cultura, Juventude e Desenvolvimento Comunitário. Isto foi anunciado no Twitter pelo primeiro-ministro Sheikh Mohammed bin Rashid Al Maktoum. Sheikh Nahyan foi posteriormente deslocado como presidente da Universidade Zayed. A maioria dos membros da administração sénior da universidade também foi demitida em 2013, incluindo o vice-presidente Sulaiman Al Jassim e o prefeito Larry Wilson. A administração também foi abalada dentro de faculdades e departamentos, como a Biblioteca Universitária. Então, Maitha Al Shamsi assumiu o cargo de presidente em 2013. Al Shamsi foi substituída um ano depois por Lubna Khalid Al Qasimi.
Além das preocupações existentes sobre integridade acadêmica, transparência e plágio na Universidade de Zayed, preocupações foram levantadas sobre as credenciais acadêmicas fracas e a falta de experiência internacional entre a nova administração.
Em 2013, o então presidente Maitha Al Shamsi anunciou que a Universidade Zayed seria completamente reestruturada. Embora Al Shamsi não tenha explicado o tipo de reestruturação que implementaria, ela disse que a Universidade Zayed agora seria baseada na Carta do Governo dos Emirados Árabes Unidos para Valores e Ética Nacional e realizaria uma revisão total de todos os "programas acadêmicos e políticas de gerenciamento."

### Controvérsias salariais
Em agosto de 2008, a equipe da emirado recebeu um prêmio de pagamento de 28%, enquanto a faculdade estrangeira recebeu um prêmio de pagamento de 5%. A universidade não comentaria o caso. Em maio de 2010, foi imposto um congelamento salarial na universidade.
Em janeiro de 2011, o The National informou que a equipe da Universidade de Zayed receberia um aumento de salário de 2% retroativo para agosto de 2010, que teria sido seu primeiro aumento salarial em três anos e meio. O prefeito mais tarde reconheceu que "os salários não acompanharam a inflação."

## Problemas estudantis
Em 16 de setembro de 2013, o The National relatou uma série de queixas de estudantes da Universidade de Zayed contra mudanças de políticas introduzidas pelo novo presidente, Maitha Al Shamsi. Essas mudanças incluem o envio de mensagens SMS aos pais quando os alunos chegam ou sai do campus, aumentando o número de maus tratos e impedindo que os alunos mudem os horários das aulas. Então, o prefeito Abdalla Al Amiri repreendeu com raiva o artigo no dia seguinte, explicando que o sistema SMS é opcional, nenhuma faculdade ensina 15 horas de crédito por semestre e que os horários dos alunos podem ser alterados na Faculdade Universitária.
Em 18 de setembro de 2013, o Gulf News informou que a Universidade de Zayed seria completamente reestruturada.